# Werner Köster
Werner Otto Köster (* 22. November 1896 in Hamburg; † 30. März 1989 in Frankenthal) war ein deutscher Chemiker (Physikalische Chemie, Metallurgie).

## Leben
Köster war der Sohn eines Kaufmanns, wuchs in Hamburg auf (Abitur am Wilhelms-Gymnasium) und studierte nach Wehrdienst im Ersten Weltkrieg ab 1919 Naturwissenschaften und besonders Chemie in Hamburg, Freiburg und Göttingen, wo er 1922 bei Gustav Tammann promoviert wurde (Die Geschwindigkeit der Einwirkung von Sauerstoff, Schwefelwasserstoff und Halogenen auf Metalle). Danach war er Assistent am Kaiser-Wilhelm-Institut für Eisenforschung in Düsseldorf bei Friedrich Körber, wo er sich mit Wärmebehandlung von Stahl und Werkstoffprüfung befasste, und ab 1924 in der Industrie. Zuerst war bei den Schweizerischen Metallwerken Selve in Thun (die ihren Schwerpunkt in Messing hatten) und ab 1927 Abteilungsleiter im Forschungsinstitut der Vereinigten Stahlwerke in Dortmund. 1933/34 war er Leiter des Forschungslabors der Deutschen Edelstahlwerke in Krefeld und ab 1934 Direktor des dort neu gegründeten Kaiser-Wilhelm-Instituts für Metallforschung in Stuttgart und ordentlicher Professor für angewandte Metallkunde  an der TH Stuttgart.  Das Stuttgarter Institut umfasste die schon bestehenden von Georg Grube (Physikalische Chemie von Metallen) und Richard Glocker (Metallphysik). Köster  leitete das Gesamtinstitut und das Teilinstitut für Metallkunde und sorgte für enge Kontakte zur Industrie. Im Zweiten Weltkrieg war er eng in die Rüstungsforschung zum Beispiel bei der Luftfahrt eingebunden (und er leitete die Sparte Nichteisenmetalle beim Reichsforschungsrat) und 1940 der NSDAP beigetreten. 1945/46 war er vorübergehend von den Amerikanern interniert, trat aber 1948  seinen Direktorposten am nunmehrigen Max-Planck-Institut und seine Professur wieder an, da er im Entnazifizierungsverfahren nur als Mitläufer eingestuft wurde. Trotz Angebote der Amerikaner in den USA zu arbeiten blieb er in Stuttgart und baute sein Institut wieder auf. 1957/58 war er Rektor der TH Stuttgart und 1965 wurde er emeritiert.
Bei den Vereinigten Stahlwerken entwickelte er neue Werkstoffe für Dauermagnete. Weiter befasste er sich mit Phasendiagrammen, Gefüge und Atomstruktur von Legierungen, Wärmebehandlung und Verformung von Metallen und Legierungen und er hielt mehrere Patente. Er war sehr vielseitig und veröffentlichte rund 340 Arbeiten.
1952 erhielt er die Heyn-Denkmünze der Deutschen Gesellschaft für Metallkunde, 1956 wurde er Ehrendoktor der TU Berlin und erhielt die Goldene Luigi-Losana-Medaille der italienischen metallurgischen Gesellschaft, 1962 die Platin-Medaille des Londoner Instituts für Metalle, und 1965 war er der erste Preisträger des ICIFUAS-Preises (heute Zener-Preis). 1966 erhielt er das Große Bundesverdienstkreuz und 1973 den Orden des Heiligen Schatzes 2. Klasse in Japan.
Er war seit 1959 Mitglied der Leopoldina, Ehrenmitglied des Eisen- und Stahlinstituts in Madrid, der französischen metallurgischen Gesellschaft (1961).
Der Werner Köster Preis der Deutschen Gesellschaft für Materialkunde wurde ihm zu Ehren benannt und wird seit 1992 vergeben.
1936 bis 1976 war er Schriftleiter der Zeitschrift für Metallkunde und er gab die Reihe Reine und angewandte Metallkunde in Einzeldarstellungen heraus.
Er heiratete 1923 Ilse Kerschbaum und hatte eine Tochter und zwei Söhne.